# Enrique Melaka
Enrique Melaka (auch Enrique von Malakka) (* um 1493 in Malakka; † nach  1. Mai 1521, letztmals erwähnt auf der Insel Cebu) war Sklave, Diener und Dolmetscher von Ferdinand Magellan und nahm bis 1521 an dessen Weltumsegelung (1519–1522) teil. Da er auf dieser Reise, die den praktischen Beweis für die Kugelgestalt der Erde erbrachte, in den östlichen Teil des Malaiischen Archipels gelangte, aus dessen Westen er stammte, gilt er als erster Mensch, der den Planeten nahezu ganz umrundet hat.

## Leben
Enrique wurde auf der Malaiischen Halbinsel, nach anderen Angaben auf Sumatra geboren. Magellan bezeichnete ihn in seinem Testament als „meinen gefangenen dunkelhäutigen Sklaven, gebürtig aus der Stadt Malakka“. Er war schon als Jugendlicher 1511 im Laufe der Eroberung dieser Stadt durch die Portugiesen versklavt worden. Er lernte von Magellan Portugiesisch und Spanisch und dolmetschte auf dessen Weltumsegelung zwischen den Spaniern und den Bewohnern der Visayas, einer zu den heutigen Philippinen gehörenden Inselgruppe. Nach dem gewaltsamen Tod Magellans im April 1521 auf der Philippineninsel Mactan hätte Enrique nach dessen testamentarischer Verfügung die Freiheit erlangen sollen. Doch der neue Kapitän der Expedition wollte Enrique weiter als Dolmetscher einsetzen. Enrique soll daraufhin zur Erlangung seiner Freiheit ein blutiges Bankett mit dem cebuanischen Fürsten Raja Humabon mitgeplant haben, bei dem am 1. Mai 1521 alle 24 europäischen Teilnehmer getötet wurden. Danach verlieren sich die Spuren Enriques.
Die historische Quelle aus erster Hand über Enrique ist der Reisebericht über die erste Weltumsegelung, die einer der Teilnehmer, der Italiener Antonio Pigafetta, verfasst hat. Darüber hinaus wird sein Name in Magellans Testament und in den Mannschaftslisten seiner Expedition sowie in einem zeitgenössischen Brief von Maximilianus Transylvanus, einem Sekretär Kaiser Karls V. erwähnt.

## Mythos der ersten Weltumrundung

### Inhalt
Ein Mythos besagt, dass Magellans Sklave Enrique nicht von Sumatra, sondern von den Philippinen stammte und mit der Magellan-Expedition dorthin zurückkehrte und somit die Erde als erster Mensch vollständig umrundete.

### Ursprung
Seinen Ursprung hat die These im fiktiven historischen Roman Panglima Awang des aus Singapur stammenden malaiischen Schriftstellers Harun Aminurrashid (Harun bin Mohd Amin 1907–1986) aus dem Jahre 1957. Im Roman wird der Herkunftsort des Helden kurzerhand um ca. 2000 km nach Osten auf die Philippinen verlegt. Im Laufe der Zeit verschmolz der historische Enrique Melaka zunehmend mit der Romanfigur Panglima Awang und wurde zu einem malaiischen Nationalhelden hochstilisiert. Im Jahr 1980 präsentierte der philippinische Historiker Carlos Quirino die These aus dem „fiktiven historischen Roman“ von 1957 dann erstmals als Tatsache. Die These ist seitdem vor allem im südostasiatischen Raum (Indonesien, Malaysia, Philippinen) und auf diversen Homepages weit verbreitet.

### Vorgänger des Mythos
In Stefan Zweigs Roman Magellan. Der Mann und seine Tat aus dem Jahre 1938 wird noch nicht behauptet, Enrique sei der erste Mensch, der die Welt umrundet hat. In diesem Buch werden noch sehr schwammige Formulierungen verwendet, wie etwa, er sei der erste Mensch gewesen, der seine Heimatzone oder Sprachsphäre wieder erreicht habe. Dennoch ist dieser Teil des Buches sicherlich als Vorgänger des Mythos zu betrachten. Zwanzig Jahre später, im Roman „Panglima Awang“, ist Enrique/Panglima Awang dann Dank Verschiebung seiner Herkunftsinsel der Erste.
Das Hauptargument hinter dieser These ist, dass Enrique die Sprache der Menschen rund um Cebu – Bisayan – verstand, und er müsse daher von Cebu und nicht von Sumatra stammen. Das ist ein Fehler dieser Argumentation: Pigafettas Bericht, die einzige Quelle über Enrique, berichtet, dass er nur sehr „schlecht und recht“ bis überhaupt nicht bei seiner ersten Begegnung mit den Eingeborenen kommunizieren konnte. Erst als er mit ihrem König – oder mit Händlern – sprach, fanden sie plötzlich eine gemeinsame Sprache.
Pigafetta schrieb: „Sobald sich die Barke unserem Schiff genügend genähert hatte, sprach unser Sklave den König an. Der König verstand ihn – denn die Könige dieser Inseln sprechen mehrere Sprachen.“
Dies ist sicherlich nicht überraschend. Malay war seit dem 15. Jahrhundert die
Lingua franca des ganzen Archipels, und die offizielle Sprache der internationalen Diplomatie und des Handels für die gesamte Region. Alle Verweise auf Enrique in Pigafettas Chronik erwähnen ihn im Gespräch mit Königen, Fürsten oder Händlern. Mit dem gemeinen Volk, das nicht die internationale Handels- und Diplomatiesprache der Malaien beherrschte, sprach er nicht.

### Sachlage
Die einzige Augenzeugenquelle über Enrique ist der Bericht Pigafettas. Aus ihm geht hervor:
Enrique stammte von der Insel Sumatra und sprach Malay.
Pigafetta schrieb: „Der Generalkapitän hatte einen Sklaven an Bord, der aus Sumatra stammte, das früher Traprobana hieß.“ (Später nennt er ihn bei seinem Taufnamen Enrique.)
Enrique begleitete die Reise bis zur Insel Cebu, wo er – laut Pigafetta – am 1. Mai 1521 an einer Verschwörung beteiligt war, in deren Folge 24 Männer der Expedition, unter ihnen die meisten Anführer (Kapitäne, Navigatoren) von den Insulanern bei einem Festmahl ermordet wurden.
Pigafetta schrieb: „Er (Enrique) begab sich zum König (von Cebu) und gab ihm den Rat, sich aller unserer Schiffe, Waren und Waffen zu bemächtigen, noch bevor wir wieder in See stachen. Der König lieh dem Sklaven bereitwillig Gehör und die beiden entwarfen nun ihren Plan, uns zu verraten.“
Enrique blieb darauf auf Cebu zurück.
Pigafetta schrieb: „Auf unsere Frage, was aus unseren 24 Mann und dem Dolmetscher (Enrique) geworden sei, antwortete er (Serrano), die Insulaner hätten außer dem Dolmetscher, der zum Feind übergelaufen sei, alle erschlagen.“

### Enrique im Berichtsbrief des Maximilianus Transylvanus

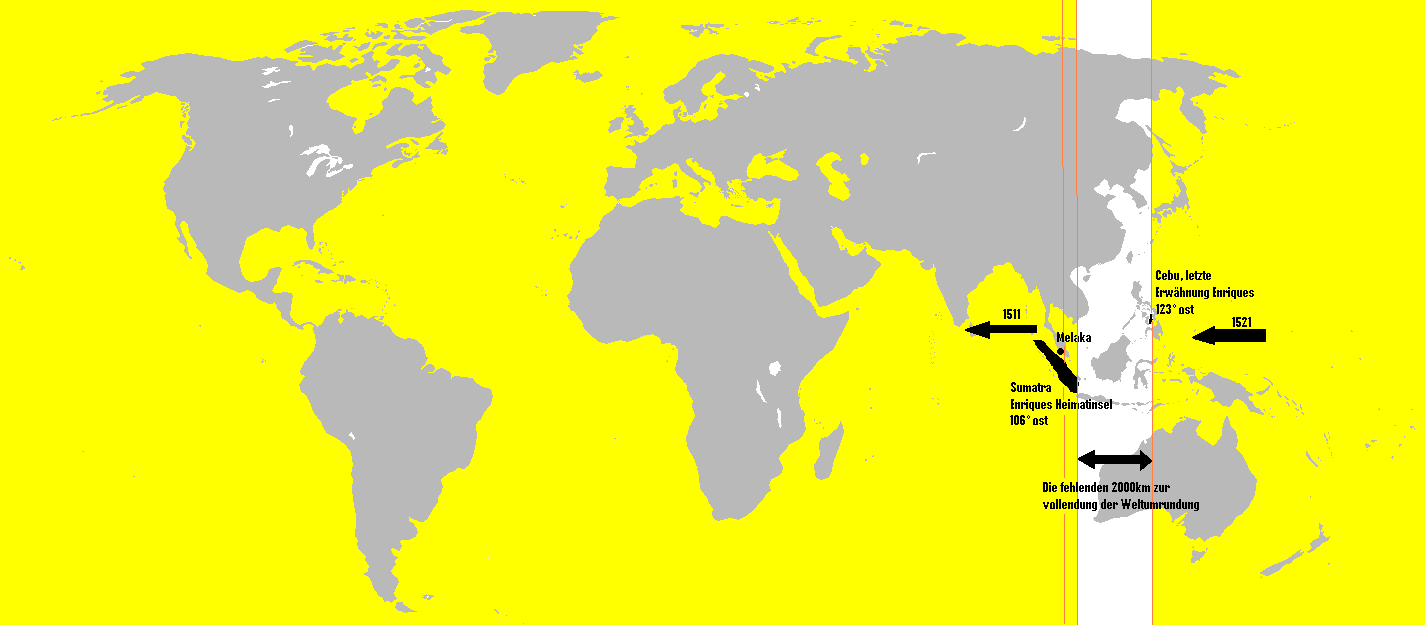

Kurz nach der Rückkehr der Victoria befragte M. Transylvanus drei der Überlebenden, Juan Sebastián Elcano, Francisco Albo und Hernando de Bustamante, und stellte aus deren Aussagen einen kurzen zusammenfassenden Berichtsbrief über die Weltumsegelung zusammen, den er 1522 dem Erzbischof von Salzburg, Matthäus Lang, zusandte. Dieser Brief, der 1523 im Druck erschien, ist nach Pigafettas Augenzeugenbericht ein weiteres wichtiges Dokument der Weltumsegelung und bekräftigt Pigafettas Aussagen über Enrique.
Laut Transylvanus beherrschte Enrique die Sprache der Insulaner auf Cebu nicht, sondern bedurfte eines Dolmetscher: Magalhaes besaß einen Sklaven, der von dieser Inselwelt (östlich von Indien) stammte, und den er vor Jahren in Ostindien gekauft hatte. Dieser Sklave beherrschte die spanische Sprache vollkommen. Mit Hilfe eines Insulaners von Cebu, dem die Muttersprache dieses Sklaven (Enrique) bekannt war, regelte dieser den Verkehr mit den Eingeborenen. Laut Pigafetta handelte es sich bei den Dolmetschern um die Könige dieser Inseln selbst, da diese mehrere Sprachen beherrschten. Die Verständigung mit den Insulanern erfolgte also auf Bisayan-Malay-Spanisch.
Über die Verschwörung, der 24 Männer der Expedition nach Magellans Tod zum Opfer fielen, schreibt Transylvanus: Einige Tage später begab er (Enrique) sich zum König von Cebu und erzählte diesem, die Gier der Spanier nach Macht und Reichtümern sei unersättlich. Hätten sie doch sogar beschlossen, den König von Cebu nach der Unterwerfung des Königs von Mactan gefangenzunehmen und fortzuschleppen. Dagegen gäbe es kein anderes Mittel als Verrat. Er (der König von Cebu) schloss im geheimen mit den anderen Fürsten Frieden und beriet das Verderben unserer Leute. Während des Treffens wurden sie (die 24 zum Festmahl geladenen Europäer) von Männern, die im Hinterhalt verborgen waren, jählings überfallen.